# Manna FM
A Manna FM 2019. február 5-én indult. Műsorát Budapest 80-100 kilométeres körzetében (helytől és készüléktől függően) lehet fogni a 98,6 MHz-en.
A Manna FM "küldetése" segíteni az emberi – családi és baráti – kapcsolatok ápolásában, valamint erősíteni azokat a közösségeket, amelyek közvetlenül hozzájárulnak a társadalom boldogságához. A rádió pozitív pszichológiával, önfejlesztéssel foglalkozó tematikus műsorai között mindenki megtalálhatja a neki valót. A Manna FM azt szeretné elérni, hogy a műsorok pozitív üzeneteket és kapaszkodókat nyújtsanak, illetve inspiráljanak.
Kezdetben a sajtó a rádiót vallási jellegűnek állította be, ez azonban a műsoraiban és zenei repertoárjában nem ez kapja a fő hangsúlyt, inkább kereskedelmi jellegű az adás.

## Műsorvezetők

### Jelenlegiek
- Péter Petra
- István Dániel
- Tóth Péter
- Ferencz Gabriella
- Putz Attila
- Argyelán Kriszta

### Korábbiak
- Hudák Anita
- Hepi Endre
- Prekopa Donát
- Kaszás Kornél
- Kembe Sorel-Arthur
- Galler András "Indián"
- Vobeczky Zoltán
- Abosi Barni
- Henry Kettner
- Török Ábel
- Kaldenecker Antal
- Fekete Dániel
- Látó Judit
- Hamar Donát
- Fehér Mariann
- Jekkel Dániel
- Novák-Drucza Dóra

## Műsorok
- Budapest Update - István Dániel (hétköznap 6:00-07:00)
- Manna Délelőtt - Péter Petra (hétköznap 08:00- 12:00), benne 11:00 és 12:00 között a "Zenei finomságok órája"
- Manna Délután - István Dániel (hétköznap 14:00-17:00)
- Családi Manna - Ferencz Gabriella (szombat és vasárnap 7:00-11:00)
- Bőség Kosara - Putz Attila (szombat és vasárnap 11:00-12:00)
- Kanapé - Putz Attila, Argyelán Kriszta (szombat 15:00-18:00 és vasárnap 12:00-18:00)
- Lélekszörf Péter Petra (szombat 12:00-14:00)
- Manna Hits - Tóth Péter (vasárnap 18:00-20:00)

## Korábbi műsorok
- Reggeli Manna - Hepi Endre, Hudák Anita (hétköznap 6:00-10:00)
- Mindennapi életünk - Argyelán Kriszta (hétfő-csütörtök 18:00-20:00)
- Lelátó - Vobeczky Zoltán (hétfő-csütörtök 20:00-21:00)
- XYZ - Prekopa Donát (hétfő-csütörtök 21:00-22:00)
- Véleményvezérek - Kembe Sorel-Arthur, Galler András "Indián" (péntek 18:00-19:00)
- Live Session - Tóth Péter (péntek 21:00-22:00)
- Life Party - Tóth Péter (szombat 18:00-23:00)
- Manna Gospel - Tóth Péter (vasárnap 20:00-22:00)